# Áed Oirdnide mac Neill
Aed Oirdnide mac Neill est le 5e roi d’Ailech (788-819) et Ard ri Érenn (797-819).

## Origine
Aed mac Neill est issu du Cenél nEógain des O'Neill du Nord. Il est le fils de Niall Frossach lui-même Ard ri Érenn et de Dunfhlaith la fille de Flaithbhertach dernier Ard ri Érenn issu du Cenél Conaill déposé en 734.

## Règne
Il accède au trône en remplacement de Donnchad Midi mac Domnaill des Uí Néill de Mide en 797. Son surnom d’Oirdnide (l’Oint) se réfère à une onction reçue en 804 de l’abbé Connmach d’Armagh au cours d’un synode réuni à Dun Cuair. par le clergé pour tenter de rétablir la paix entre les diverses branches en conflit permanent de la dynastie O’Neill.
Les Annales d'Ulster précisent en outre que cette même année le roi qui aurait exempté le clergé irlandais de ses obligations de participer aux expéditions militaires.
Après la mort de Muiredach mac Domnaill roi de Mide  Aed intervient avec ses forces dans ce royaume et il divise en deux entre les oncles du défunt fils de Donnchad, c'est-à-dire. Conchobor et Ailill. Cette tentative d'affaiblir les Uí Néill du sud du  demeure sans suite car dès l'année suivante Conchobar mac Donnchada tue son frère et réunifie son domaine.
En 805 Áed agit de la même façon lorsqu'il conduit une armée à Dún Cuair et divise le Leinster entre deux « Muiredach » c'est-à-dire Muiredach mac Ruadrach et Muiredach mac Brain (mort en 818). En 808 Une expédition est montée par Muirgius mac Tommaltaig, roi du Connacht et Conchobar mac Donnchada prétendant au titre d'Ard ri Erenn et parvient jusqu'à Tír ind Aenaig, où ils attendent trois nuits, mais lorsque Aed et ses troupes s'avancent vers eux en brûlant la zone frontière du royaume de Mide ils s'enfuient comme « des chevreaux ou des enfants »
C’est sous son règne que sont développées les premières expéditions de pillage des vikings sur les côtes de l'Irlande.
À sa mort en 819 près d'Ath Ferta dans la plaine de Conaille c'est Conchobar mac Donnchada du Clan Cholmáin, le fils aîné de son prédécesseur qui est reconnu comme Ard ri Érenn.

## Postérité
Par le jeu de l’alternance entre les dynasties des O’Neil du Sud et du Nord, son fils aîné: 
- Niall Caille mac Áeda roi d'Ailech en 823 sera lui-même reconnu Ard ri Érenn de 833 à 845
- Máel Dúin, roi d'Ailech en 846 mort en 867 père de Murchad roi d'Ailech 879-887 lui-même père de Flaithbertach roi d'Ailech de 887 à 896.
- Land ou Fland épouse de Conchobar mac Donnchada